# عدي ماهيش
عدي ماهيش (بالإنجليزية: Udhayabhanu Maheswaran)‏ هو مخرج هندي، ولد في 18 يونيو 1972 في تاميل نادو في الهند.